# Schendylidae
Schendylidae (лат.) — семейство губоногих многоножек.

## Описание
Встречаются, главным образом, в тропических странах, но несколько видов обнаружено также и в умеренном поясе. Длина от 9 до 70 мм. Окраска тела от белого до желтовато-коричневого. Антенны тонкие, голова крупная, прикрыта сверху субовальныи цефалическим щитком, ламина зубчатая.

## Классификация
Более 200 видов и около 40 родов.
- Роды Европы:
  - Dalmatodyla Verhoeff, 1938
  - Escaryus Cook & Collins, 1891[4]
  - Espagnella Attems, 1952
  - Haploschendyla Verhoeff, 1900
  - Hydroschendyla Brölemann & Ribaut, 1911
  - Nannophilus Cook, 1896
  - Nyctunguis Chamberlin, 1914
  - Schendyla Bergsoe & Meinert, 1866
- Другие роды: Adenoschendyla — Algunguis — Astenoschendyla — Australoschendyla Jones, 1996 — Bimindyla — Brachyschendyla Broelemann & Ribaut, 1911 — Ctenophilus — Cymochilus — Dalmatodyla — Echinoschendyla — Escaryus — Haploschendyla — Holitys — Hydroschendyla — Koepckeiella — Lanonyx — Litoschendyla — Marsikomerus — Mesoschendyla — Mexiconyx — Microschendyla — Morunguis — Nannophilus — Nannopodellus — Nannopus — Nanopodellus — Nesonannophilus — Nesondyla — Nesonyx — Nyctunguis — Orygmadyla — Parunguis — Pectiniunguis — Plesioschendyla — Pleuroschendyla — Ploutoschendylurus — Portoricellus — Schendyla — Schendylellus — Schendylops — Schendylota — Schendylunguis — Schendylurus — Schizoschendyla — Simoporus — Sogodes — Sogolabis — Thindyla